# Ailuroedus crassirostris
El maullador verde o capulinero de orejas negras (Ailuroedus crassirostris) es una especie de ave passeriforme perteneciente a la familia Ptilonorhynchidae, del género Ailuroedus endémica de Australia.

## Subespecies
- Ailuroedus crassirostris joanae

## Localización
Es una especie que se localiza en las regiones costeras del este Australia.